# إليزابيت ني
إليزابيت ني (بالإنجليزية: Elisabet Ney؛ بالألمانية: Elisabet Ney) هي نحّاتة ألمانية وأمريكية، ولدت في 26 يناير 1833 في مونستر في ألمانيا، وتوفيت في 29 يونيو 1907 في أوستن في الولايات المتحدة.

## وصلات خارجية
- إليزابيت ني على موقع الموسوعة البريطانية (الإنجليزية)